# الخليوات الحسيني (خولان)

تعديل مصدري - تعديل

الخليوات الحسيني هي إحدى قرى عزلة حباب آل حنتش بمديرية خولان التابعة لمحافظة صنعاء، بلغ تعداد سكانها 123 نسمة حسب تعداد اليمن لعام 2004.